# ほんとにあった!霊媒先生
『ほんとにあった!霊媒先生』（ほんとにあった!れいばいせんせい）は、松本ひで吉による日本の漫画作品および、それを原作としたテレビアニメ。単行本は全20巻。略称は『霊媒先生』（れいばいせんせい）。

## 概要
『月刊少年ライバル』（講談社）2008年5月号（創刊号）から2014年7月号（最終号）まで連載された。本誌休刊後は講談社の新雑誌WEB『新雑誌研究所』に移籍予定とされていた が、本誌2014年7月号掲載分までが収録された単行本20巻で完結となっており、移籍することはなかった。
霊能力を持った中学教師を中心に繰り広げられるホラーコメディ漫画。4コマ漫画が中心だが、ショートコミック形式でも描かれる。内容はお化けや妖怪を扱ったものがほとんどであるが、独特の個性を持つ生徒に焦点をあてたものや、とある黒猫の日常を描いたものなど、オカルトに関係の無いものも多い。単行本4巻以降はレーベルがKCデラックスからライバルKCに変更され、4巻発売と同時に1 - 3巻のライバルKC版も発売された。ライバルKC版は、KCデラックス版に比べサイズが小さくなり値段も下がっている。
『月刊少年ライバル』2011年3月号にてテレビアニメ化が発表され、同年4月より『ユルアニ?』枠で放送された。
2011年、第35回講談社漫画賞児童部門を受賞。受賞作品はプロトタイプ版として単行本20巻の巻末に収録されている。

## あらすじ
新しくやってきた担任は、世間知らずで常識知らずな霊媒先生・木林呪理だった。

## 登場人物
「声」はアニメ版における担当声優。

### 主要キャラクター
木林 呪理（きばやし じゅり）
声 - 水原薫
霊媒先生。オカルティックなことに関しては非常に詳しい。降霊術や、目に見えないものを見るなどの霊能力はもちろんのこと、猫と会話する、宇宙人と交信する、神を召喚する、ヨーガなど、その能力は多彩である（実力面では呪理の祖母には及ばないが）。反面「敬語の使い方をやたら間違える」「カラオケが何のことか分からない」等、一般常識には滅法疎い。不届き者を霊能力で懲らしめるといったこともあるが、基本は教師だとは思えないほどの面倒臭がりで、授業を突然自習にする・知り合いの妖怪や霊任せにして自分はサボるということも少なくない。また、自身で使役している妖怪の管理もずさんなようで、妖怪を逃がしたりする事もあり、騒動の発端となる事もしばしば。担当科目は歴史だが、体育や義務教育で到底関係のない授業を行うことも。猫の霊を憑かせるとネコ耳が生え、ねこ王として近隣のねこ達の御意見番を務める。つるべ火など発熱する妖怪を見えぬように纏っているので寒さには耐性があり、年間を通じ貫頭衣のような袖のない衣服を着用している。外国人やエマの碧眼が怖く目を合わせることができない。プリンが大好物。
新田 エリ（にった えり）
声 - 加藤英美里
中学2年生。大人しい女子だったが、呪理に織田信長を降霊され、男勝りで気性の激しい性格となった。本来のエリはどうなってしまったのかは言及されておらず、一切不明。扇風機、テレビ、携帯電話といった現代の科学力にたびたび驚いている。鰐淵に関しては「料理が上手く、髪型がかぶき者、名前は知らん」とのこと。
吉居 あきこ（よしい あきこ）
声 - 松来未祐
容姿端麗なクラスのアイドル。中学2年生。呪理の隠れファンで、百鬼夜行の妖怪の名前をスラスラと名前を挙げる程のオカルトマニア。前世はベソッカキトビムシ。子供のころの散歩が原因で犬が苦手。
赤城 チナツ（あかぎ ちなつ）
声 - ささきのぞみ
スポーツ万能な元気娘。中学2年生。運動神経は非常に良く、身体能力も常人離れ（特に視力）している。幽霊や風邪の菌をも寄せ付けないほど明るい性格だが、勉強や料理は全くできない。運動部、文化部問わず、13もの部活を掛け持ちしている。後輩からの人気も高い。最終回では陸上選手になっている。身長155cm。体重41kg。星座はうお座とのこと。素子とは幼馴染みの間柄。
美幌 素子（みほろ もとこ）
声 - 葉山いくみ
極度に貧乏な少女。チナツ曰くPlayStation 3を売れば、美幌家の食費半年分になるらしい。上履きの代わりにボックスティッシュの空き箱を履きお菓子の空き箱を筆箱として使用。下着は新聞紙（その新聞紙すら着用していない時もある）。命の危険よりも食事を優先し、カロリーの消費を極力抑えるためにボーっとし体温を非常に低く保っている。痩身だが、3.2kgもあるラーメンを汁ごと完食どころかおかわりを続けるほどの大食漢な一面も見せる。素子と対照的に良く動くチナツとは仲がよく、「モっさん」という愛称で呼ばれる。中学2年生。最終回では昼は保育園の先生をやっているが、夜は別のことをしている模様。
若宮 ひな子（わかみや ひなこ）
声 - 渕上舞
無口な飼育委員。中学2年生。人間不信で、動物や草花といることを好む。被害妄想が強く、突発的に指を切断しようとしたりするが、気さくに話しかけてくるチナツ・素子・エマに対しては普通に会話を楽しんでいる様子である。アニメ第1話では呪理に明智光秀を降霊される。作者のお気に入りのキャラでもあり、「彼女一人に色々背負わせてしまって心苦しくもある」と語っている。エマのことは「変なオタクの外人、だけど一番話しやすい」と思っている。最終回では大学で海洋生物の研究をしている。
エマ
声 - 山本彩乃
金髪碧眼の留学生。中学2年生。日本好きで、時代劇の知識が豊富。時代劇っぽい話し方をする。オカルトに関しては怖がるどころか好奇心旺盛な反応を見せ、ゾンビ映画にもかなり造詣が深い。しかし、ひな子のエンコ詰め未遂を見て「ブシドー!」と叫ぶなど微妙にピンボケしている。チワワとダックスフントのMIX犬を飼っており、名前は彼女が好きなゲームに出てくる犬から「コロマル」と名付けている。ゲームが大好きで格ゲーやクレーンゲームなどを得意としており、「尊敬する人は?」との問いに「ウメハラ」と即答するほど。猫アレルギー持ち。出身国は「赤道の近く」と言及されているだけで具体的な場所は明らかにされていないが、国の独特の祭りにメキシコの「ピニャータ」と答えている。ひな子のことは「奥ゆかしくて、控えめで真の大和撫子」と評する。正式なフルネームがとてつもなく長い。ゲームセンターを出入り禁止となっている。最終回で実家が大手オモチャメーカーであることが判明した。

### その他の教師
長良（ながら）
声 - 松来未祐
科学担当の教師。唯物主義者でオカルトを認めず、呪理と対立しているが、考え方に似たところがあり気が合うこともある。超常現象を目の当たりにした場合、気を失って倒れたり、見て見ぬふりをしたり、強引な屁理屈で片付けてしまおうとする。
校長先生
声 - 後藤ヒロキ
呪理の勤める学校の校長。本名不明。オカルト好きで、呪理を教師として雇った張本人。奇妙な動物（アリクイやナマケモノなど）を好む。丑年には等身大のスケールの牛モデルを校長室に置いていた。ふぐ調理師免許証を取得している。呪理によると、前世は日本で最初にバナナの皮で滑った人。
教頭先生
声 - 小野友樹
呪理の勤める学校の教頭。長良共々、呪理のことはあまり快くは思っていない様子。何でも思いつきで決めてしまう校長のストッパー役でもある。

### その他の生徒
斉藤（さいとう）
声 - 高橋伸也
普通の男子。中学2年生。偶然から除霊や降霊をしてしまい、呪理からライバル視されている。最終回では大学生となっている。
鰐淵（わにぶち）
声 - 小野友樹
金髪でリーゼントといかにも不良という風貌の男子。中学2年生。外見に反して動物好きのうえお年寄りに親切なところもある。信長が憑依したエリのことが気になっているようだが、長良曰く馬鹿なので「吊り橋理論」による勘違いに気付かないだけ。エリに信長の霊が憑依していることは知らない。ツイッター中毒である。
藤崎（ふじさき）
ハンサムで女子にモテモテの男子生徒。中学3年生。二次コンのケがあり、好みのタイプは猫耳少女。ネコミミが生えた呪理に対し片思いをしている。基本的に物静かで寡黙。
科学部部長
声 - 加藤英美里
長良の助手のように立ち回る、丸メガネの女子生徒。中学2年生。「知は力なり」という長良の教えに感動し、心から慕うようになる。
ひーちゃん
本名不明。中学2年生。犬をこよなく愛し、犬の造詣も深い女子生徒。シヴァ神を柴神（柴犬の神）と勘違いしており、いつかはインドに行きたいと思っているようだ。また、新入生のぶかぶかの制服を見てはシャー・ペイを想像し喜んでいる。
八島 アキラ（やしま あきら）
声 - 竹達彩奈
素子の幼馴染であるヤンキー少女。中学3年生。立ち振る舞いは乱暴・粗野だが、猫を愛し可愛がるという女の子らしい一面を持つ。辛い物が苦手でカレーライスは中辛でさえ落涙するほど。

### 動物
黒ねこ
声 - 水原薫
この漫画のマスコット的存在。漆黒の毛色と力強い短足を持つメタボ気味な野良猫。黒猫の不吉で悪いイメージを払拭すべく日々努力しているが、結果は常に望んだものと反対を向く。人間に愛されたく、その方法をねこ王に尋ねたいが他の猫の手前、日和って人間嫌いの意見に迎合してしまうことが間々ある。性別は不明。第1巻掲載時2歳。
ねこ先生
声 - 後藤ヒロキ
高度な知能を付けた、白の長毛種の飼い猫。語尾に「ぞな」や「ぞなもし」と付けて喋る。黒ねこが川で溺れた際、視認したにもかかわらず目を逸らすという極めてねこらしい態度を取った。一見黒ねこを擁護しているようで、実はおちょくって楽しんでいる。かなりのスパルタ。孫が108匹いるとのこと。羽根突きはとてつもない腕前を持つ。黒ねこのことは「可愛い弟子。黒ねこの為なら鬼にもなる」と言っているが、黒ねこは「はけ口にされている」と、全力で否定している。
ねこ先生の孫
ねこ先生の108匹もいるうちの2匹の孫猫。祖父の方針で、主に戦闘関連のスパルタ教育を施されており、既に身体能力だけでも先に生まれたはずの黒ねこを遥かに凌駕する。黒ねこを「ブタおじさん」と呼んでいる。性別は不明だが「兄者」と呼んでいる描写があることから、一匹はオス。
地球侵略し隊 / 隊長、サガン・ソマニエル伍長、トント・スコラーチェ通信兵
声 - 隊長：ささきのぞみ / サガン：葉山いくみ / トント：山本彩乃
ツナマヨ星という惑星から地球を侵略するためにやってきた3人組の派遣小隊。姿形は着脱式の金属製のアンテナのようなものが頭に刺さっていること以外は地球の猫と相違無い。地球人を敵視している部分があるものの、地球での生活を存外楽しんでいる部分の方が多い（特に隊長）。同じ三人組である厄災三姉妹をライバル視しているようだが、三姉妹側は特にし隊のことは意識していない。
かつて戦争で汚染されたツナマヨ星から新たな居住地を求めて地球にやって来たツナマヨ星人が地球を気に入り、そこに住みついたのが猫の起源であることが判明した。
ぽんきっつあん
人語を解する狸。別の人間に変化するのが得意だが、生徒や職員会議の教師達などにあっさり見破られる。相手にされないと拗ねるように首吊り自殺を図る。彼の台詞だけは写植を用いず手書きで書かれている。かめのことは「同じ、もののけ同士話が合いますね」とコメントしている。
クラゲ
声 - 高橋伸也
アニメオリジナルキャラクター。地球侵略し隊が助けた、巨大ロボットに乗る宇宙人。
マル
声 - 渕上舞
黒ねこのはじめての弟子で三毛猫。本名はマルジョレーヌといい、美人で優しくて高貴な飼い主がいる。飼い主の引っ越しのどさくさで置いて行かれてボロボロになったところを、黒ねこに助けられる。
露美男（ロミオ）
声 - 小野友樹
猫岳の化け猫が営む温泉宿「旅館山猫」にいる、八島アキラが長年飼っていた猫。人間年齢で80歳という高齢。

### 妖怪・神
厄災三姉妹
声 - 貧乏神：加藤英美里 / 疫病神：ささきのぞみ / 死神：松来未祐
貧乏神、疫病神、死神の3人組。可愛らしい少女の姿をしているが、人類の天敵とも言える存在。常に3人（3柱?）組で行動し、物騒な話をしている。疫病神が長女、貧乏神が次女、死神が三女である。
クダギツネ
呪理の使い魔として雑役をこなす。あまりの可愛いさに、召喚するたびに周囲の人間に持ち去られてしまう。
度重なる呪理のぞんざいな扱いに一度は反旗を翻し籠城するが、謝罪を受入れ復縁し再び雑な扱いに甘んじる羽目となる。
かめ
声 - 加藤英美里
座敷童子の少女。岩手の旅館に住んでいたが、旅館が火事で焼失。住む所が無くなった所を呪理に拾われ、学校で暮らすことに。人間、動物、建造物など様々な物をグレードアップさせるという能力を持つが、結果は「幸運というより、むしろ変える前の方が良かった」という結果になることが多い。性格は子供そのもので、すぐに泣いたり怒ったりする。
ゾン子
文化祭クラス出展のお化け屋敷の資料を死霊と聞き違えた呪理により連れてこられた。蛆が湧くほど腐敗した身体に繊細なハートを宿すゴスロリチックな装いのゾンビ少女。年頃の女子故自らの死臭を気にしてデオドラントスプレーを愛用。寂しさから友達が欲しいが腐っていない友達はずるいと周囲の人間に噛みつき仲間を増やす。
単行本第8巻の裏表紙では生前の姿が描かれていて、オッドアイの持ち主であった様子。

### その他
ゲームセンターのスタッフ
度が過ぎたマナー違反をしたエマをゲームセンター出入り禁止にした。警察を呼ぶことも辞さない様子。態度にやや難あり。
呪理の祖母
10年間夏休みの宿題を放置していた孫に宿題をやらせる為、学校にやって来た。穴を一つだけ空けた紙袋のようなものを被っている。呪理が恐れるほどの強大な霊能力の持ち主で、屈強な犬神を多数使役する。呪理はこの祖母の犬神に身体を舐め回されるのが大嫌い。
ミス・スペツナズ・マーキュリー
オネエ口調とアフロヘアーが特徴のオッサン。一回目登場時は自称・カリスマ美容師として二回目は古着屋として登場した。彼（彼女？）の経営する店の名前には幻の金属類の名前が付けられている。（美容室にはダマスカスという名前が付き、古着屋にはオレイカルコスという名前が付いていた。）

## 単行本
KCデラックス
1. 2009年1月5日発売[21] ISBN 978-4-06-380020-3
2. 2009年6月4日発売[21] ISBN 978-4-06-375739-2
3. 2009年11月4日発売[21] ISBN 978-4-06-375817-7

ライバルKC
1. 2010年3月4日発売[21] ISBN 978-4-06-380097-5
2. 2010年3月4日発売[21] ISBN 978-4-06-380098-2
3. 2010年3月4日発売[21] ISBN 978-4-06-380099-9
4. 2010年3月4日発売[21] ISBN 978-4-06-380101-9
5. 2010年7月2日発売[21] ISBN 978-4-06-380118-7
6. 2010年11月4日発売[21] ISBN 978-4-06-380136-1
7. 2011年3月4日発売[21] ISBN 978-4-06-380155-2
8. 2011年6月3日発売[21] ISBN 978-4-06-380167-5
9. 2011年9月2日発売[21] ISBN 978-4-06-380182-8
10. 2011年12月28日発売[21] ISBN 978-4-06-380197-2
11. 2012年4月4日発売[21] ISBN 978-4-06-380211-5
12. 2012年8月3日発売[21] ISBN 978-4-06-380228-3
13. 2012年12月4日発売[21] ISBN 978-4-06-380246-7
14. 2013年3月4日発売[21] ISBN 978-4-06-380257-3
15. 2013年7月4日発売[21] ISBN 978-4-06-380275-7
16. 2013年11月1日発売[21] ISBN 978-4-06-380290-0
17. 2014年5月2日発売[21] ISBN 978-4-06-381322-7
18. 2014年9月4日発売[21] ISBN 978-4-06-381332-6
19. 2014年11月4日発売[21] ISBN 978-4-06-381340-1
20. 2015年11月4日発売[21] ISBN 978-4-06-381344-9

## テレビアニメ
『ユルアニ?』内で放送された1話約5分のFLASHアニメ。内容はほぼ原作に準じているが、原作のいくつかを組合わせたオリジナルストーリーになることもある。最終話のみFLASHアニメではなく、フルアニメーションになった。DVDは全2巻。
登場人物に関しては、第1話であきこ、エリ、チナツ、素子、ひな子、鰐淵ら原作第1話で未登場のキャラが登場しており、原作での名無しの生徒はほとんど登場しない。
サブタイトルは吉居あきこ（声 - 松来未祐）が読み上げる。

### スタッフ
- 監督 - 谷東
- 編集 - 小佐野文雄、若松英男
- 音楽制作 - SLF!!、sin
- アニメーション制作 - DLE
- アニメーション協力 - 十文字（第22話のみ）
- キャラクターデザイン - 日向正樹（第22話のみ）
- 作画協力 - ドリーム・フォース（第22話のみ）
- ナレーション - 高橋伸也

### 主題歌
エンディングテーマ「pair*」（1-11話）
作詞・作曲 - 小林オニキス / 歌 - メーウ
エンディングテーマ「お別れ囃子」（12-19話）
作詞・作曲 - 小林オニキス / 歌 - メーウ
エンディングテーマ「ネコクロニクル」（20-22話）
作詞・作曲 - 小林オニキス / 歌 - メーウ
ヴァーチャル・アイドルユニット「メーウ」。2011年8月10日発売のアルバム『pair*』にはスタジオカラーデジタル部制作の『pair* Factory MIX」PV映像を収録。

### 各話リスト
| 話数   | サブタイトル               | 脚本        | 作画                                                     | 演出                     |
| ------ | -------------------------- | ----------- | -------------------------------------------------------- | ------------------------ |
| 第1話  | 木林呪理現る。             | 谷東        | 山脇光太郎                                               | -                        |
| 第2話  | 暴走の証明。               | 谷東        | 山脇光太郎                                               | -                        |
| 第3話  | 史上最大の身体測定。       | 谷東        | 山脇光太郎                                               | -                        |
| 第4話  | ねこの王。                 | 中野守 谷東 | 山脇光太郎                                               | -                        |
| 第5話  | エマさんは青い瞳。         | 中野守 谷東 | 山脇光太郎                                               | -                        |
| 第6話  | 座敷わらしがやってきた。   | 谷東        | 山脇光太郎                                               | -                        |
| 第7話  | し隊の地球侵略前夜。       | 中野守 谷東 | -                                                        | -                        |
| 第8話  | 静止した化学室の闇の中で。 | 谷東        | 山脇光太郎                                               | -                        |
| 第9話  | 信長クッキング。           | 中野守 谷東 | 山脇光太郎                                               | -                        |
| 第10話 | 高尚な生物たち。           | 谷東        | -                                                        | -                        |
| 第11話 | 七夕の楽しみかた。         | 谷東        | 山脇光太郎                                               | -                        |
| 第12話 | 見てはならぬ。             | 谷東        | たけはらみのる あいしやす                                | -                        |
| 第13話 | 続・見てはならぬ。         | 谷東        | 大宮一仁 國領恵実香                                      | 博史池畠                 |
| 第14話 | 放課後相談室。             | 中野守      | 高橋ゆう子 長畑ゆか                                      | うもとゆーじ             |
| 第15話 | はじめての弟子。           | 谷東        | たけはらみのる あいしやす                                | 博史池畠                 |
| 第16話 | 猫に恩返し。               | 中野守 谷東 | たけはらみのる あいしやす                                | -                        |
| 第17話 | 非常線の三姉妹。           | 中野守 谷東 | 高橋ゆう子 長畑ゆか 大宮一仁 國領恵実香                  | うもとゆーじ             |
| 第18話 | 真夏の夜（よ）の夢。       | 中野守 谷東 | 大宮一仁 西山司 内山翠 國領恵実香 山脇光太郎（作画監督） | 山脇光太郎               |
| 第19話 | し隊 meets イカ。          | 中野守 谷東 | 高橋ゆう子 長畑ゆか                                      | -                        |
| 第20話 | 猫岳。（ねこだけ）         | 中野守 谷東 | たけはらみのる あいしやす                                | 山脇光太郎               |
| 第21話 | 猫岳、つづき。             | 中野守 谷東 | たけはらみのる あいしやす                                | 山脇光太郎               |
| 最終話 | 真夏の帰り道。             | 中野守 谷東 | 日向正樹（作画監督）                                     | 青柳宏宣（コンテ・演出） |

### DVD
- DVDジャケットは作者松本ひで吉による描き下ろし[22]。

| 巻 | 発売日        | 収録話          | 規格品番  |
| -- | ------------- | --------------- | --------- |
| 1  | 2011年8月24日 | 第1話 - 第11話  | KIBA-1884 |
| 2  | 2011年12月7日 | 第12話 - 第22話 | KIBA-1926 |